# Гней Домиций Корбулон
Гней Доми́ций Корбуло́н (Корбул, лат. Gnaeus Domitius Corbulō; род. около 7 года, Пелтуин (20 км на вост. от совр. Л’Акуилы), Римская империя — погиб в 67 году, Коринф, провинция Ахайя, Римская империя) — древнеримский военачальник из неименитой ветви знатного плебейского рода Домициев, консул-суффект 39 года. Известен, в первую очередь, в качестве полководца во время восточной кампании Нерона.

## Биография

### Происхождение и ранняя карьера
Родителями Гнея Домиция Корбулона были сенатор времён правления императора Тиберия, носивший такое же имя, и Вестилия (её дочерью от одного из предыдущих браков была Милония Цезония — четвёртая жена Калигулы и мать его единственной дочери). Известно, что Корбулон-младший был женат на Кассии Лонгине, а одна из его дочерей в 70 году стала женой Домициана.
Вначале своей гражданской карьеры Корбулон, предположительно, занимал ряд ординарных должностей при Тиберии. В 47 году он был назначен Клавдием главнокомандующим нижнегерманской армией, включавшей легионы I Germanica, V Alaudae, XV Primigenia и XVI Gallica. До этого, по-видимому, Корбулон уже проявил свой талант военачальника, иначе не был бы назначен командиром примерно одной седьмой части римской армии.
В первый же год нахождения Корбулона в своей штаб-квартире в Колонии Агриппины ситуация на восточном берегу Рейна усложнилась. Возглавивший хавков Ганнаск вторгся в Нижнюю Германию. Прибыв туда, Корбулон, используя рейнский флот и, предположительно, легионы V Alaudae и XV Primigenia, попытался отразить нападение. Ганнаск бежал и был убит посланным Корбулоном агентом. После этого Гней Домиций вернулся в землю фризов. Во время строительства там форта он получил указ Клавдия о возвращении в Рим; тогда люди Корбулона получили приказ прорыть канал между Рейном и Маасом, ныне соединяющий Лейден и Форбург, который позднее станет известен как канал Корбулона. Одновременно с этим началось строительство фортов Нигрум Пуллум (Цваммердам) и Траектум.
По возвращении на родину Гней Домиций отпраздновал триумф.

## Война в Парфии
Когда начал править Нерон, он послал Корбулона на Восток для новых завоеваний. По договору Августа с парфянским царём Фраатом IV римляне могли сажать на армянский трон своих ставленников. В 54 году Вологез I нарушил эту договорённость, назначив царём своего брата Трдата I. Помимо Корбулона, армянский вопрос решал командир легионов X Fretensis и XII Fulminata Гай Дурмий Уммидий Квадрат. Под начальством Корбулона находились легионы III Gallica и VI Ferrata. В 56 году они провели римско-парфянские переговоры в Тизбоне, чтобы выиграть время для подготовки к войне. Весной 58 года Корбулон предложил Тиридату I встретиться с Нероном и получить у того право на царство. Не получив согласия, он начал вторжение в Армению силами III Gallica, VI Ferrata и X Fretensis по маршруту Карин — Арташат, «убивая все взрослое население и продавая в рабство не способных носить оружие».
Корбулон совершил широкий обход армянской столицы, был атакован, но вошел в город, где провел зиму 58/59 годов. Весной он продолжил поход на вторую столицу Армении Тигранакерт (Сильван), но перед этим полностью сжег и уничтожил Арташат. Это вызвало восторг в Риме, где воздвигли памятники и триумфальные арки, а дни уничтожения города сделали праздничными. Осенью 59 года Корбулон захватил Тигранакерт, но не смог сделать из Армении провинцию: Риму пришлось назначить царем содержавшегося в заложниках Тиграна VI. В ответ, Трдат I короновался в Мцбине, а его брат Вологез I двинул часть армии в 61 году против Корбулона. Сторонник мирной политики, тот попросил у Нерона помощи и нового полководца, а сам поехал в Мцбин на переговоры. Стороны договорились вывести обе армии из Армении, признать Трдата I её царем, который будет союзником Римской империи. На этих условиях Корбулон отвел легионы от Тигранакерта и сместил Тиграна VI. Однако его действия не совпали с политикой Нерона: император дал уклончивый ответ послам Вологеза I, потому что хотел превратить Армению в свою провинцию.
Около 60 года Корбулон стал прокуратором Каппадокии. Осенью 61 года Нерон вывел из его ведения Армению, а для новой кампании прислал Луция Цезенния Пета. Тот начал новый поход на Тигранакерт, но парфяне решили отбить столицу и взяли её в осаду. Весной 62 года они окружили лагерь Пета в Рандее под Арсамосатой. Пет запросил помощи Корбулона и начал переговоры, так как «от несчастного римского войска осталось одно лишь имя».
Не дождавшись войск Корбулона, римский лагерь капитулировал в Рандее, и когда последний во главе четырёх легионов прибыл весной 63 год в Армению, ему осталось подписание позорного для римлян Рандейского мира. По этому договору римское войско сдавалось и уходило из Армении, отдавая все завоеванные укрепления, продовольствие и своё оружие. Вологез I направлял послов к Нерону, и до конца их переговоров в Армении не могли оставаться римские солдаты. Им пришлось пройти под ярмом, причем за один день разбитая армия прошла 62 км, оставляя раненых и больных, чтобы скорее выполнить условие об уходе. Трдат I стал наследственным царем Армении и как вассал Рима должен был принять тиару из рук Нерона.
В Риме ворота храма Януса были закрыты в знак мира, а Корбулон получил от Нерона различные награды. Однако вскоре, предположительно из-за растущей популярности Веспасиана, в коринфский порт Кенхреи к Корбулону прибыли агенты Нерона, вынудившие его совершить самоубийство.
Пользуясь громадным влиянием и опираясь на преданное ему войско, Корбулон легко мог бы свергнуть Нерона; но он не желал беспорядков и даже послал своего зятя Анния как бы заложником в Рим. Несмотря на это, Нерон в 67 году призвал Корбулона в Грецию и, тотчас после его высадки на берег, приказал его казнить. Когда Корбулон узнал о приказе Нерона, он схватил меч и пронзил себе грудь, воскликнув: «άξιος-Достоин!» Подробности о Корбулоне изложены у Диона Кассия и Тацита.
Корбулон написал отчёт о своей деятельности в Азии, который утерян.

## В кино
Именем Гнея Домиция Корбулона названа академия военного искусства, расположенная на планете Цирцинус-4 в фантастическом сериале «Halo 4: Идущий к рассвету».
В фильме «Легионер — беги или умри» роль Корбулона играет Микки Рурк.